# Vening Meinesz Medal
Die Vening Meinesz Medal ist eine seit 1998 in der Regel jährlich vergebene Auszeichnung für Geodäsie. Sie wird seit 2004 von der European Geosciences Union (EGU) vergeben, davor von der European Geophysical Society (EGS). Benannt ist sie ist nach dem niederländischen Geophysiker und Geodäten Felix Andries Vening-Meinesz.
Sie wird für herausragende Forschung in der Geodäsie verliehen.
Er ist nicht mit dem Vening-Meinesz-Preis der NWO zu verwechseln, der an herausragende Nachwuchswissenschaftler in den Geowissenschaften in den Niederlanden vergeben wird.

## Preisträger
- 1998 Reiner Rummel
- 1999 Anny Cazenave
- 2000 Ivan I. Mueller
- 2002 Georges Balmino
- 2002 Christoph Reigber
- 2003 Véronique Dehant
- 2004 John M. Wahr
- 2005 Martine Feissel-Vernier
- 2006 Gerhard Beutler
- 2007 Thomas Herring
- 2008 Carl Christian Tscherning
- 2009 Susanna Zerbini
- 2010 Philip L. Woodworth
- 2011 Harald Schuh
- 2012 Che-Kwan Shum
- 2013 Zuheir Altamimi
- 2014 Reinhard Dietrich
- 2015 Geoffrey Blewitt
- 2016 Srinivas Bettadpur
- 2017 Isabella Velicogna
- 2018 Markus Rothacher
- 2019 Tonie van Dam
- 2020 Willi Freeden
- 2021 Christopher Jekeli
- 2022 Peter J. G. Teunissen
- 2023 Jürgen Müller
- 2024 Jeffrey T. Freymueller
- 2025 René Forsberg[1]